# 岡山県道443号大井野千屋花見線
岡山県道443号大井野千屋花見線（おかやまけんどう443ごう おおいのちやはなみせん）は、岡山県新見市を通る一般県道である。

## 概要
新見市大佐大井野から新見市千屋花見に至る。

### 路線データ
- 起点：岡山県新見市大佐大井野（岡山県道317号千屋実大佐線交点）
- 終点：岡山県新見市千屋花見（国道180号交点）
- 総延長：7.4 km
- 冬期閉鎖区間および閉鎖期間：新見市大佐大井野 - 新見市千屋花見間（4.0 km、12月15日 - 翌年3月31日）

## 歴史
- 1973年（昭和48年）1月30日 - 岡山県告示第86号により認定される。
- 2005年（平成17年）3月31日 - 新見市と阿哲郡の全4町が対等合併して改めて新見市が発足したことに伴い全線が新見市域のみを通る路線になり、併せて起点の地名表記が変更される（阿哲郡大佐町大井野→新見市大佐大井野）。
- 2006年（平成18年）4月1日 - 県道の管理権限を岡山県から新見市へ移譲[1]。

## 地理

### 通過する自治体
- 新見市

### 交差する道路
| 交差する道路              | 交差する場所 | 交差する場所 |
| ------------------------- | ------------ | ------------ |
| 岡山県道317号千屋実大佐線 | 大佐大井野   | 起点         |
| 国道180号                 | 千屋花見     | 終点         |

### 沿線
- 新見千屋温泉
- 千屋スキー場
- 新見市立千屋小学校（終点付近）

### 峠
- 市倉峠（新見市大佐大井野 - 新見市千屋井原）